# Romit
Romit – miejscowość i dżamoat w Tadżykistanie. Jest położone w dystrykcie Wahtad w Rejonach Administrowanych Centralnie. Dżamoat zamieszkuje 10 338 osób.